# Lahıc
Lahic (Azerbeidzjaans: Lahic, Tat: Löhij) is een dorp en gemeente op de zuidelijke hellingen van de Grote Kaukasus, behorend tot het Azerbeidzjaanse district İsmayıllı. De bevolking bestaat grotendeels uit sprekers van de taal Tat. Lahic is een bekende plaats in Azerbeidzjan, vanwege het hoge aantal koperslagers en tapijtwevers. In 2015 werd de ambachtelijke koperbewerking in Lahic ingeschreven op de Representatieve lijst van het immaterieel cultureel erfgoed van de mensheid van UNESCO.
De ontwikkeling van internationaal toerisme heeft geleid tot een toenemende belangstelling voor het culturele erfgoed van Lahic. In de afgelopen jaren heeft Lahic bezoekers aangetrokken vanuit de hele wereld en hebben diverse toeristische organisaties het dorp opgenomen in hun reisschema´s. 